# توجيه الفوهرر رقم 30
توجيه الفوهرر رقم 30 (بالألمانية: Weisung Nr. 30)‏ هو توجيه من أدولف هتلر في الحرب العالمية الثانية بدعم القوميين العراقيين العرب الذين كانوا يقاتلون البريطانيين.

## خلفية
تناول التوجيه رقم 30 الصادر عن الفوهرر التدخل الألماني لدعم القوميين العرب في مملكة العراق. خلال ثلاثينيات القرن العشرين حاول ممثلو ألمانيا النازية وإيطاليا الفاشية كسب مصالح مع مختلف القوميين العراقيين ووعدوا بدعمهم ضد البريطانيين. في 1 أبريل 1941 قام رشيد عالي الكيلاني ومجموعة من المربع الذهبي الداعمين لدول المحور بالانقلاب ضد حكومة عبد الإله بن علي الهاشمي المدعوم من بريطانيا. في 2 مايو وبعد ظهور التوترات على كلا الجانبين شنت بريطانيا ضربات جوية استباقية ضد القوات العراقية وبدأت الحرب الأنجلو-عراقية. حينها طلب رشيد علي على الفور من الألمان الاستفادة من الوعود السابقة بالدعم.